# Iulia Jivița
Iulia Jivița (în rusă Юлия Живица; n. 14 mai 1990, Almaty, RSS Kazahă, URSS) este o scrimeră kazahă specializată pe sabie. A participat la Jocurile Olimpice de vară din 2012 de la Londra, unde a fost învinsă în turul întâi de rusoaica Iulia Gavrilova.